# Myriam Colombi
Scènes principales
Comédie-Française, théâtre Montparnasse
Myriam Feune de Colombi, dite Myriam Colombi, est une actrice et directrice de théâtre française née le 23 février 1940 à La Carneille (Orne), et morte le 21 avril 2021 à Neuilly-sur-Seine.

## Biographie
Elle sort du Conservatoire de Paris en 1960 et passe onze ans à la Comédie-Française en tant que pensionnaire. Dans les années 1970, elle joue dans des feuilletons télévisés français et pour Au théâtre ce soir.
Elle abandonne le métier d'actrice pour devenir directrice du théâtre Montparnasse, racheté par son mari, l'industriel Jean-Louis Vilgrain, en 1984 et qu'elle dirige jusqu'à sa mort le 21 avril 2021.
Dans le cadre des prix SACD, elle reçoit la médaille Beaumarchais en 2004.

## Théâtre
- 1960 : La Fleur des pois d'Édouard Bourdet, mise en scène Jean Meyer, théâtre du Palais-Royal : Hedwige
- 1961 : Le Dialogue des carmélites de Georges Bernanos, mise en scène Marcelle Tassencourt, théâtre Montansier : sœur Valentine
- 1962 : Le Sexe faible d'Édouard Bourdet, mise en scène Jean Meyer, Comédie-Française (salle Luxembourg) : Christina
- 1962 : L'École des maris de Molière, mise en scène Jean Meyer, Comédie-Française : Léonor
- 1962 : L'Avare de Molière, mise en scène Jacques Mauclair, Comédie-Française : Mariane
- 1962 : Supplément au voyage de Cook de Jean Giraudoux, mise en scène Jacques Charon, Comédie-Française : Amaroura
- 1963 : Quitte pour la peur d'Alfred de Vigny, mise en scène Maurice Escande : la Duchesse
- 1963 : Un fil à la patte de Georges Feydeau, mise en scène Jacques Charon, Comédie-Française : Miss Betting
- 1964 : Cyrano de Bergerac d'Edmond Rostand, mise en scène Jacques Charon, Comédie-Française : Roxane
- 1964 : Étienne de Jacques Deval, mise en scène Louis Seigner, Comédie-Française :  Thérèse Vattier
- 1964 : Le Dindon de Georges Feydeau, mise en scène Jean Meyer, Comédie-Française : Clotilde Pontagnac
- 1964 : Le Bourgeois gentilhomme de Molière, mise en scène Jean Meyer, Comédie-Française : Dorimène
- 1964 : Les Sincères de Marivaux, mise en scène Jacques Sereys, Comédie-Française : Araminte
- 1965 : Soirée Cocteau-Colette, mise en scène Paul-Émile Deiber, Comédie-Française
- 1965 : Bettine d'Alfred de Musset, mise en scène Michel Etcheverry, théâtre de Paris (Comédie-Française)
- 1966 : Le Jeu de l'amour et du hasard de Marivaux, mise en scène Maurice Escande, Comédie-Française
- 1966 : Le Misanthrope de Molière, mise en scène Jacques Charon, Comédie-Française : Célimène
- 1967 : Le Menteur de Corneille, mise en scène Jacques Charon, Comédie-Française : Clarice
- 1967 : La Double Inconstance de Marivaux, mise en scène Jacques Charon, Comédie-Française : Flaminia
- 1968 : La guerre de Troie n'aura pas lieu de Jean Giraudoux, mise en scène Jean Darnel, théâtre de la Nature (Saint-Jean-de-Luz) : Hélène
- 1969 : Hélène ou la Joie de vivre d'André Roussin, mise en scène Louis Ducreux, théâtre antique d'Arles : Hélène
- 1970 : Le Songe d'August Strindberg, mise en scène Raymond Rouleau, Comédie-Française : Madame
- 1970 : Si Camille me voyait !, opérette de Roland Dubillard, musique d'Olivier Bernard, mise en scène Jean Piat, Comédie-Française : Solange d'Autrebane
- 1970 : Cyrano de Bergerac d'Edmond Rostand, théâtre des Célestins (Lyon) : Roxane
- 1971 : L'Impromptu de Versailles de Molière, mise en scène Pierre Dux, Comédie-Française : Mademoiselle Du Parc
- 1972 : Le Plaisir conjugal d'Albert Husson d'après Lysistrata d'Aristophane, mise en scène Robert Manuel, Grand théâtre romain de Fourvière : Lysistrata
- 1973 : Le Bourgeois gentilhomme de Molière, mise en scène Jean Le Poulain, théâtre Mogador
- 1974 : Le Sexe faible d'Édouard Bourdet, mise en scène Jean-Laurent Cochet, théâtre de l'Athénée : Cristina
- 1977 : Le Sexe faible d'Édouard Bourdet, mise en scène Jean Meyer, théâtre des Célestins : Cristina

## Filmographie

### Cinéma
- 1971 : Le Casse d'Henri Verneuil : Isabelle Tasco

### Télévision
- 1962 : Le Sexe faible d'Édouard Bourdet : Christina
- 1966 : La Surprise de l'amour de Marivaux, réalisation de Robert Crible[6] : la Comtesse
- 1966 : Les Femmes savantes de Molière, réalisation de Jean Pignol : Armande
- 1968 : Au théâtre ce soir : Le Dindon de Georges Feydeau, mise en scène Jean Meyer, réalisation Pierre Sabbagh, théâtre Marigny (spectacle de la Comédie-Française) : Lucienne
- 1971 : Le Voyageur des siècles de Jean Dréville : Catherine d'Audigné
- 1974 : L'Implantation de Guy Lefranc
- 1974 : Au théâtre ce soir : Le Sexe faible d'Édouard Bourdet, mise en scène Jacques Charon, réalisation Georges Folgoas, théâtre Marigny : Christina
- 1975 : L'Attentat de Damiens de Pierre Cavassilas : Madame de Pompadour
- 1980 : Au théâtre ce soir : Bataille de dames d'Eugène Scribe et Ernest Legouvé, mise en scène Robert Manuel, réalisation Pierre Sabbagh, théâtre Marigny : la Comtesse